# Yuck (ban nhạc)
Yuck là một ban nhạc rock thành lập tại London, Anh. Các thành viên gồm Max Bloom, người từng chơi trong ban nhạc Cajun Dance Party cùng cựu thành viên Daniel Blumberg. Album đầu tay cùng tên của ban nhạc được phát hành qua Fat Possum ngày 21 tháng 2 năm 2011 ở Vương quốc Anh. Các nhà phê bình cho rằng album có nhiều điểm tương đồng với Dinosaur Jr, Pavement, My Bloody Valentine và Sonic Youth.
Ngày 12 tháng 4 năm 2012, ban nhạc phát hành một bài hát không album, 'Chew' qua trang SoundCloud chính thức của họ.
Ngày 15 tháng 4 năm 2013, Yuck công bố trên trang Facebook rằng họ sẽ bắt đầu thu âm album mới vào cuối tháng 4. Đồng thời cũng cho biết Daniel Blumberg đã rời ban nhạc để tập trung vào sự nghiệp riêng. Ngày 18 tháng 7 năm 2013, Yuck phát hành 'Rebirth' và được cho tải miễn phí từ trang web chính thức của họ. 13 tháng 8 năm 2013, Huw Stephens ra mắt đĩa đơn mới, 'Middle Sea' trên Radio 1. Album thứ hai, 'Glow & Behold', được công bố trong một cuộc phỏng vấn với Max Bloom sau đó. 'Glow & Behold' được phát hành vào ngày 30 tháng 9 năm 2013.

## Đĩa nhạc

### Album phòng thu
- Yuck (2011)
- Glow & Behold (2013)
- Stranger Things (2016)

### EP
- Southern Skies (2014)

### Đĩa đơn
| Năm  | Đĩa đơn                       | Album           |
| ---- | ----------------------------- | --------------- |
| 2010 | "Rubber" (chỉ trên đĩa nhựa)  | Yuck            |
| 2010 | "Georgia" (chỉ trên đĩa nhựa) | Yuck            |
| 2011 | "Holing Out"                  | Yuck            |
| 2011 | "Get Away"                    | Yuck            |
| 2011 | "The Wall"                    | Yuck            |
| 2011 | "Shook Down"/"Milkshake"      | Yuck            |
| 2012 | "Chew"                        | none            |
| 2013 | "Rebirth"                     | Glow & Behold   |
| 2013 | "Middle Sea"                  | Glow & Behold   |
| 2013 | "Lose My Breath"              | Glow & Behold   |
| 2014 | "Southern Skies"              | Southern Skies  |
| 2015 | "Hold Me Closer"              | Stranger Things |
| 2016 | "Hearts in Motion"            | Stranger Things |

## Thành viên
- Max Bloom – guitar, hát
- Mariko Doi – bass, hát
- Jonny Rogoff – trống, hát
- Ed Hayes – guitar  (2013–nay)

### Former members
- Daniel Blumberg – hát, guitar (2009-2013)